# Enumeratio plantarum quas in Novae Hollandiae ora austro-occidentali ad fluvium Cygnorum et in sinu Regis Georgii collegit Carolus Liber Baro de Hügel
Enumeratio plantarum quas in Novae Hollandiæ ora austro-occidentali ad fluvium Cygnorum et in sinu Regis Georgii collegit Carolus Liber Baro de Hügel és una descripció de les plantes recol·lectades en la colònia del Riu Swan i King George Sound a Austràlia Occidental. L'autor, Stephan Endlicher, utilitza una col·lecció organitzada per Charles von Hügel per compilar la primera flora dels nous assentaments. Hugel va visitar la regió durant 1833-1834, diversos anys després de la fundació de la colònia. Els treballs es van realitzar amb les descripcions formals, en llatí, de noves espècies i gèneres de plantes. L'únic lliurament es va produir a Europa per Endlicher en el 1837, l'obra també inclou contribucions per Eduard Fenzl, George Bentham, Heinrich Wilhelm Schott.